# Ширшов В'ячеслав Вікторович
В'ячеслав Вікторович Ширшов (нар. 9 липня 1979) — український плавець, чемпіон Європи на короткій воді, учасник Олімпійських ігор 2000 та 2004 років.

## Результати
| Рік  | Змагання                          | Місце проведення     | 50 м вільним стилем | 50 м вільним стилем | 100 м вільним стилем | 100 м вільним стилем | 50 м на спині | 50 м на спині | 4×100 м вільним стилем | 4×100 м вільним стилем | 4×100 м комплексом | 4×100 м комплексом |
| Рік  | Змагання                          | Місце проведення     | Час                 | Місце               | Час                  | Місце                | Час           | Місце         | Час                    | Місце                  | Час                | Місце              |
| ---- | --------------------------------- | -------------------- | ------------------- | ------------------- | -------------------- | -------------------- | ------------- | ------------- | ---------------------- | ---------------------- | ------------------ | ------------------ |
| 2000 | Чемпіонат Європи                  | Афіни, Греція        | 23.29               | 25                  | 50.32                | 10                   |               |               | 3:21.70                | 5                      |                    |                    |
| 2000 | Олімпійські ігри                  | Сідней, Австралія    |                     |                     |                      |                      |               |               | 3:21.48                | 12                     | 3:41.05            | 11                 |
| 2000 | Чемпіонат Європи на короткій воді | Валенсія, Іспанія    | 22.21               | 5                   | 48.89                | 6                    |               |               |                        |                        | 1:39.38            | 4                  |
| 2001 | Чемпіонат світу                   | Фукуока, Японія      | 22.42               | 6                   | 50.22                | 19                   | 26.40         | 8             |                        |                        |                    |                    |
| 2002 | Чемпіонат світу на короткій воді  | Москва, Росія        | 22.15               | 12                  |                      |                      | 24.75         | 8             |                        |                        |                    |                    |
| 2003 | Чемпіонат світу                   | Барселона, Іспанія   | 22.57               | 11                  | 50.24                | 24                   | 25.99         | 16            | 3:21.16                | 13                     | 3:37.28            | 6                  |
| 2003 | Універсіада                       | Тегу, Південна Корея | 22.59               | 1                   |                      |                      | 25.88         | 3             | 3:21.11                | 3                      |                    |                    |
| 2004 | Чемпіонат Європи                  | Мадрид, Іспанія      | DNS                 | DNS                 |                      |                      | 26.23         | 6             | 3:20.56                | 5                      |                    |                    |
| 2004 | Олімпійські ігри                  | Афіни, Греція        | 22.96               | 28                  |                      |                      |               |               |                        |                        |                    |                    |
| 2005 | Чемпіонат світу                   | Монреаль, Канада     | DNS                 | DNS                 |                      |                      |               |               |                        |                        |                    |                    |
| 2005 | Чемпіонат Європи на короткій воді | Трієст, Італія       |                     |                     |                      |                      | 24.95         | 13            | 1:26.31                | 7                      | 1:34.91            | 2                  |